# Lu Jiajing
Lu Jiajing (chino: 逯佳境, nació el 18 de noviembre de 1989 en Shenyang) es una jugadora de tenis china.
Su mejor clasificación en la WTA fue la número 174 del mundo, alcanzada en julio de 2018. En dobles alcanzó número 139 del mundo, que llegó el 29 de junio de 2015. Hasta la fecha, ha ganado 15 títulos individuales y 25 títulos de dobles en el circuito ITF.
Lu Jiajing se encuentra el 24 de octubre de 2024 en el puesto 255.° del Ranking WTA.

## Títulos WTA (0; 0+0)

### Dobles (0)
| Leyenda                    |
| -------------------------- |
| Grand Slam (0)             |
| WTA Tour Championships (0) |
| Premier Mandatory (0)      |
| Premier 5 (0)              |
| Premier (0)                |
| International (0)          |

#### Finalista (1)
| No. | Fecha                 | Torneo    | Superficie | Pareja     | Oponentes en la final        | Resultado |
| 1.  | 15 de octubre de 2017 | Hong Kong | Dura       | Qiang Wang | Hao-Ching Chan Yung-Jan Chan | 1-6, 1-6  |